# Campeonato Piauiense 1989
In 1989 werd het 49ste Campeonato Piauiense gespeeld voor clubs uit de Braziliaanse staat Piauí. De competitie werd georganiseerd door de FFP en werd gespeeld van 16 april tot 19 augustus. Ríver werd kampioen.

## Eerste fase

### Groep A
| Plaats | Club         | Wed. | W | G | V | Saldo | Ptn. |
| ------ | ------------ | ---- | - | - | - | ----- | ---- |
| 1.     | Ríver        | 8    | 4 | 4 | 0 | 11:6  | 12   |
| 2.     | Flamengo     | 8    | 4 | 2 | 2 | 7:5   | 10   |
| 3.     | Auto Esporte | 8    | 3 | 4 | 1 | 11:6  | 10   |
| 4.     | Tiradentes   | 8    | 2 | 2 | 4 | 7:11  | 6    |
| 5.     | Piauí        | 8    | 0 | 2 | 6 | 7:15  | 2    |

|  | Geplaatst voor tweede fase |

### Groep B
| Plaats | Club       | Wed. | W | G | V | Saldo | Ptn. |
| ------ | ---------- | ---- | - | - | - | ----- | ---- |
| 1.     | 4 de Julho | 8    | 5 | 2 | 1 | 13:4  | 12   |
| 2.     | Caiçara    | 8    | 4 | 2 | 2 | 6:6   | 10   |
| 3.     | Paysandu   | 8    | 3 | 2 | 3 | 8:8   | 8    |
| 4.     | Parnahyba  | 8    | 2 | 4 | 2 | 11:8  | 8    |
| 5.     | Comercial  | 8    | 0 | 2 | 6 | 2:14  | 2    |

|  | Geplaatst voor tweede fase |

## Tweede fase
| Plaats | Club       | Wed. | W | G | V | Saldo | Ptn. |
| ------ | ---------- | ---- | - | - | - | ----- | ---- |
| 1.     | Ríver      | 6    | 4 | 1 | 1 | 10:4  | 9    |
| 2.     | 4 de Julho | 6    | 3 | 1 | 2 | 10:6  | 7    |
| 3.     | Flamengo   | 6    | 2 | 2 | 2 | 10:4  | 6    |
| 4.     | Caiçara    | 6    | 1 | 0 | 5 | 3:19  | 2    |

|  | Finale |

## Finale
|                              |       |       |            |  |
| 12 augustus Eerste wedstrijd | Ríver | 1 – 0 | 4 de Julho |  |
| 12 augustus Eerste wedstrijd |       |       |            |  |

|                              |       |       |            |  |
| 19 augustus Tweede wedstrijd | Ríver | 4 – 2 | 4 de Julho |  |
| 19 augustus Tweede wedstrijd |       |       |            |  |

### Kampioen
| Campeonato Piauiense de 1989 |
| Piaui                        |
| ---------------------------- |
| RÍVER Kampioen (21° titel)   |